# Municipio de Allende (Chihuahua)
El Municipio de Allende es uno de los 67 municipios en que se divide el estado mexicano de Chihuahua, está situado al sur del territorio, su cabecera, Valle de Allende, es una de las más antiguas poblaciones del estado.

## Geografía
El municipio de Allende se encuentra situado en el sur del estado, colinda al norte con el municipio de San Francisco de Conchos, al noreste con el municipio de Camargo, al noroeste con el municipio de Valle de Zaragoza, al oeste con el municipio de Hidalgo del Parral, al suroeste con el municipio de Matamoros, al sur con el municipio de Coronado, al este con el municipio de Jiménez y con el municipio de López. Tiene una extensión territorial de 2,471.3 km².

### Orografía e hidrografía
Prácticamente es una meseta, a excepción de dos serranías que lo atraviesan de este a oeste, hidrológicamente pertenece a la vertiende del Golfo de México, su principal corriente es el Río Valle de Allende y además también cruza su territorio el Río Parral el Río Primero y el Río de la Concepción , ambas corriente se unen al Río Florido, que a su vez desagua en el principal río del estado de Chihuahua, el Río Conchos.

### Clima y ecosistemas
El clima de Allende es árido extremoso, las temperaturas extremas registradas son de 38 °C y de -11 °C, la flora predominante es de pastizales y distintos tipos de encinos y cipreces, la fauna principal son conejo, liebre, puma, gato montés y coyote.

## Demografía
Según el Censo de Población y Vivienda de 2010 realizado por el Instituto Nacional de Estadística y Geografía, la población total de municipio es de 8 409 personas, de las cuales 4 258 son hombres y 4 151 son mujeres.

### Localidades
En el censo de 2020 el municipio de Allende contaba con 87 localidades.
| Código INEGI      | Localidad                | Población (2020) |
| ----------------- | ------------------------ | ---------------- |
| 080030001         | Valle de Ignacio Allende | 4 608            |
| 080030086         | Pueblito de Allende      | 1 288            |
| Otras localidades | Otras localidades        | 2 591            |
| Total municipal   | Total municipal          | 8 487            |

## Política
El gobierno del municipio corresponde al Ayuntamiento que es formado por el presidente municipal, un síndico, cuatro regidores de mayoría y dos representación proporcional.

### División administrativa
El municipio se divide en tres secciones municipales, que son:
- Pueblito de Allende
- Talamantes
- Colonia Búfalo

Y que conforman las principales poblaciones, además de la cabecera municipal, Valle de Allende.

### Representación legislativa
Para la elección de diputados federales y locales, el municipio se integra en:
Local:
- Distrito electoral local 20 de Chihuahua con cabecera en Santa Rosalía de Camargo.

Federal:
- Distrito electoral federal 5 de Chihuahua con cabecera en Delicias.

### Presidentes municipales
| Período               | Presidente municipal           | Partido político     | Notas |
| --------------------- | ------------------------------ | -------------------- | --- |
| 1950-1953             | Elio Aranda Caro               | PRI                  | |
| 1953-1956             | Guillermo Máynez A.            | PRI                  | |
| 1956-1959             | Jesús José Jiménez G.          | PRI                  | |
| 1959-1962             | Humberto Máynez B.             | PRI                  | |
| 1962-1965             | Raúl Jaramillo G.              | PRI                  | |
| 1965-1968             | Bonifacio Ávalos R.            | PRI                  | |
| 1968-1971             | Heriberto Soto Rojas           | PRI                  | |
| 1971-1974             | Luis A. Ávalos R.              | PRI                  | |
| 1974-1977             | Jesús Francisco Villanueva     | PRI                  | |
| 1977-1980             | Jesús Armendáriz A.            | PRI                  | |
| 1980-1983             | Dionisio Hernández R.          | PRI                  | |
| 1983-1986             | Amador Pichardo                | PRI                  | |
| 1986-1989             | J. Rosario Arroyo E.           | PRI                  | |
| 1989-1992             | Antonio Peralta Salgado        | PRI                  | |
| 1992-1995             | Silvia E. Villanueva R.        | PRI                  | |
| 1995-1998             | Guillermo Muñoz M.             | PRI                  | |
| 1998-2001             | Rosa Paula Mendoza V.          | PRI                  | |
| 2001-2004             | Jesús Francisco Luján Vázquez  | PRI                  | |
| 2004-2007             | José Luis Prieto Torres        | PAN PRD Convergencia | |
| 2007-2010             | Mauro Paulo Vázquez Ramírez    | PRI Panal            | |
| 2010-2013             | Jesús Horacio Soto Armendáriz  | PRI PVEM Panal       | |
| 2013-2016             | Gilberto García Mendoza        | PRI PVEM Panal       | |
| 2016-2018             | Ramón Eustacio Villegas Castro | PRI PVEM Panal       | |
| 2018-26/04/2021       | Blanca Jennyra Figueroa Chávez | PAN MC               | Solicitó licencia para buscar la reelección                                                                      |
| 27/04/2021-07/06/2021 | Débora Armendáriz              | PAN MC               | Interina |
| 08/06/2021-2021       | Blanca Jennyra Figueroa Chávez | PAN MC               | Fue vencida en las elecciones del 06/06/2021 al buscar la reelección. Reasumió el cargo para concluir su trienio |
| 2021-2024             | Jesús Horacio Soto Armendáriz  | PRI                  | Resultó elegido el 06/06/2021                                                                                    |
| 2024-                 | Rafael Payán Morales           | Morena               | Resultó elegido el 02/06/2024                                                                                    |